# لياقة قلبية تنفسية
اللياقة القلبية التنفسية (اختصارًا CRF) هي قدرة الجهازين القلبي والتنفسي على أخذ الأوكسجين من الهواء الخارجي ونقله بواسطة الدم واستخلاصه من قبل الخلايا وخصوصاً العضلات لإنتاج الطاقة، وتنمو اللياقة القلبية التنفسية من خلال الأنشطة البدنية الهوائية (Aerobic Exercise) أي: ما يستخدم فيه الأوكسجين كمصدر للطاقة، مثل: المشي, المشي السريع، الهرولة, الجري, ركوب الدراجة، والسباحة, وغيرها من الأنشطة ذات الوتيرة المستمرة وبجهد بدني دون الأقصى، ومدته من (20-60) دقيقة في كل مرة بواقع (3-5) مرات أسبوعياً وبشدة تتراوح ما بين (60 - 90%) من ضربات القلب القصوى.

## الأنشطة البدنية الهوائية
الأنشطة البدنية الهوائية أو التمارين الهوائية (Aerobic Exercise) هي التمارين متوسطة الشدة التي تتم لفترة طويلة وسميت كذلك لأنها تستخدم الأكسجين كمصدر للطاقة. من الأمثلة على التمارين الهوائية: المشي والركض والسباحة.
وهناك ثلاثة طرق لممارسة هذه التمارين:
- الأجهزة الهوائية:

غالباً ما تشتمل على جهاز المشي، الدراجة الثابتة، وجهاز الإيليبتيكال المتوفر في بعض الأندية الحديثة.
يمكنك القيام بهذا البرنامج باستخدام أي نوع من الاجهزة الهوائية الإلكترونية. إن ميزة هذه الأجهزة هي أنك تستطيع التحكم بسرعة وشدة التمرين بدقة عالية بعكس المشي أو الهرولة في الهواء الطلق. فعلى جهاز المشي مثلاً يمكنك البقاء على سرعة 6 كم/ساعة لمدة زمنية معينة في حين أن هذا مستحيل عند المشي في الخارج حيث لا يمكنك التحكم بسرعتك بشكل دقيق، يهدف هذا البرنامج إلى تحسين اللياقة البدنية وإلى رفع معدل حرق الدهون بشكل متدرج.
- المشي في الهواء الطلق:

هناك بعض السيئات للمشي في الخارج نلخصها بما يلي:
- عدم إمكانية التحكم الدقيق بسرعة المشي
- التأثيرات المناخية (الجو الحار أو البارد جداً)
- تلوث الهواء في بعض المناطق وخاصة المدن المزدحمة.
- الرياضات التنافسية:

أداء إحدى الرياضات التنافسية لمدة ساعة كاملة. من هذه الرياضات: كرة القدم، كرة السلة، التنس، السباحة، كرة الطائرة، سكواش ... إلخ. فيحب عليك ممارسة الرياضة التي تختارها لمدة 60 دقيقة ثلاث مرات أسبوعيا.
مع العلم بأن الرياضات التنافسية متقطعة وليست مستمرة، أي أنك عند ممارستها لا تتحرك طوال الوقت فقد تكون هناك فترات توقف طويلة في بعض الأحيان
أفضل وقت لأداء التمارين الهوائية هو في الصباح قبل تناول الإفطار، والسبب في ذلك أن مستوى السكر في الدم يكون منخفضاً حيث أن الجسم لم يتزود بالطعام لأكثر من 10 ساعات (فترة ما بعد العشاء + فترة النوم)، فعند القيام بالتمارين الهوائية قبل الإفطار سيلجأ الجسم إلى السكر الموجود في الدم من أجل الحصول على الطاقة، ولكن، لأنك لم تتناول الطعام لمدة 10 ساعات، تكون نسبة السكر في الدم منخفضة جداً، فسيلجأ عندها الجسم إلى الدهون المخزنة فيه ويقوم بحرقها من أجل التزود بالطاقة اللازمة لأداء التمارين.
بالإضافة إلى ذلك تعمل التمارين الصباحية على رفع معدل الأيض مبكراً وتبقيه مرتفعاً لعدة ساعات بعد انتهاء التمارين وبالتالي تزيد من حرق الدهون. والتمارين الصباحية تحسن أيضاً من مزاج الشخص حيث أنها تزيد من إفراز الغدة النخامية للإندورفينات التي يقال أن لها تأثيرات إيجابية على مزاج الإنسان.
فوائد أداء التمارين في الصباح:
- حرق أكثر للدهون بسبب قلة نسبة السكر في الدم
- رفع معدل الأيض مبكراً وإبقاؤه مرتفعاً حتى بعد انتهاء التمارين
- تحسين المزاج العام للشخص
- تصفية الذهن
- نوم أفضل في الليل
- عدم الانتظار طويلاً في الأندية الرياضية حيث أنها تكون شبه فارغة في الصباح.

تحذير!
```
في حال شعرت بأية آلام أثناء التمرين، أو بقصر النفس، أو بالإعياء، أو الدوار، توقف فوراً عن أداء التمارين وإستشر الطبيب.
```

## ضربات القلب القصوى
(ضربات القلب القصوى = 220 - العمر)
فعلى سبيل المثال إذا كان عمرك 26 سنة تطرحها من 220 ليصبح الناتج 194 ضربة/دقيقة

## قياس اللياقة القلبية التنفسية
يتم قياس اللياقة القلبية التنفسية بطريقة مباشرة في المعامل المجهزة؛ من خلال تعريض المفحوص إلى جهد بدني متدرج حتى الوصول إلى درجة من التعب على جهاز السير المتحرك أو دراجة الجهد البدني أو مجهاد اليدين، حيث يتم قياس غازات التنفس كما يمكن تقدير الاستهلاك الأقصى للأوكسجين بطريقة غير مباشرة من خلال الاختبارات الميدانية، ومن أهمها: قياس الزمن اللازم لقطع مسافة محددة (جري/مشي), مثل: قطع مسافة 3 كلم، ومن أنسب الاختبارات لفئة الشباب هو اختبار (جري/مشي 1200م) أو اختبار (جري/مشي 1600م).